# 382P/Larson
382P/Larson, komet Jupiterove obitelji